# Euploea hörburgeri
Euploea hörburgeri är en fjärilsart som beskrevs av Hans Rebel 1924-1925. Euploea hörburgeri ingår i släktet Euploea och familjen praktfjärilar. Inga underarter finns listade i Catalogue of Life.